# Caza
Caza, właśc. Philippe Cazaumayou, (ur. 14 listopada 1941 w Paryżu). Francuski rysownik komiksów i scenarzysta. Współpracował z magazynami: Pilote, Métal Hurlant, Heavy Metal, Schwermetall. Twórca komiksów m.in. Scenki z życia osiedla (wydane w Polsce przez Wydawnictwo Kurc) oraz Świat Arkadiego (wydane w Polsce przez Lost in Time).